# Gymnosporia hemipterocarpa
Gymnosporia hemipterocarpa är en benvedsväxtart som beskrevs av Jordaan. Gymnosporia hemipterocarpa ingår i släktet Gymnosporia och familjen Celastraceae. Inga underarter finns listade.